# جورجی اوکوروکوف
جورجی اوکوروکوف (به روسی: Георгий Окороков، آوانگاری: زادهٔ ۱۴ دسامبر ۱۹۹۶) یک کشتی‌گیر آزادکار روسی‌الاصل اهل کشور استرالیا است. وی سابقه حضور در المپیک ۲۰۲۴ پاریس را دارد.  